# Osdorperpolders

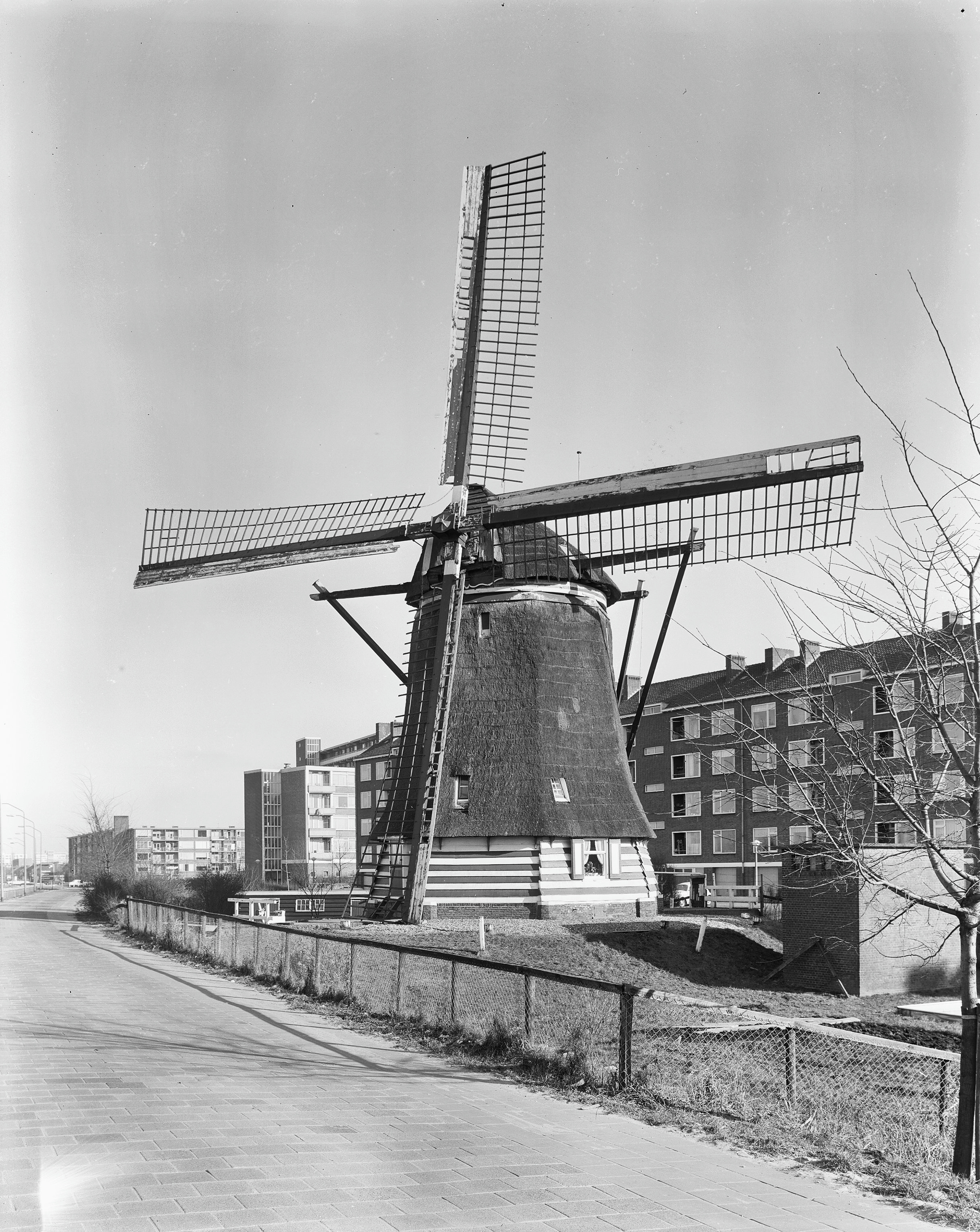
De poldermolen De 1200 Roe aan de Haarlemmerweg bemaalde tot 1951 de Osdorper Binnenpolder.

De Osdorperpolders zijn de aan weerszijden van de Osdorperweg in Amsterdam Nieuw-West gelegen polders. Het gebied tussen Amsterdam en Haarlem werd in de 10e tot 13e eeuw in cultuur gebracht. De Osdorperpolders waren van de 14e tot de 20e eeuw veenweidegebied en werden in het begin van 17e eeuw ingericht tot polder. Het gebied ten zuidwesten van de Spaarndammerdijk tot aan de Osdorperweg werd op 16e-eeuwse kaarten aangeduid als Spierinxhoorn.
Na de aanleg van de Haarlemmervaart in 1632 werd het land ten zuiden ervan aangeduid als Osdorper Binnenpolder, ten noorden daarvan als Spieringhorner Binnenpolder. Na aanleg van de Haarlemmervaart in 1632 werd de Osdorper Binnenpolder door een poldermolen bemalen, de thans nog bestaande molen De 1200 Roe. De polder werd begrensd door de Haarlemmervaart, Osdorperweg, Slimmeweg en Groeneweg. De Groeneweg, een veendijk, lag van noord naar zuid langs de polder van de Haarlemmerweg langs het Ookmeer richting de Osdorperweg. Deze weg lag globaal ten westen waar nu de Abraham Kuyperlaan en Troelstralaan liggen en ten noorden waar nu de Ookmeerweg ligt. De in 1874 drooggemaakte Ookmeerpolder werd geheel omsloten door de Osdorper Binnenpolder.
In de jaren twintig en dertig van de 20e eeuw werd het noordelijkste deel van de Osdorper Binnenpolder uitgeveend en tussen 1937 en 1941 drooggemaakt en heet sindsdien Eendrachtpolder. Hier verschenen na de bouw van Geuzenveld sportvelden en Volkstuinen. In de jaren negentig werd een deel van het sportpark opgeofferd voor de nieuwe wijk de Eendracht. Het andere en grootste deel van Osdorper Binnenpolder verdween in de jaren vijftig onder het zand van de Westelijke Tuinsteden en een klein stukje bleef over als veenweidegebied, tegenwoordig aangeduid als Osdorper Binnenpolder-Zuid.
Ten westen van de Osdorperweg liggen drie droogmakerijen, waarvan twee ontstaan na uitvening van het veenweidegebied en een vroeger meertje. De Osdorper Bovenpolder werd tussen 1900 en 1920 uitgeveend en weer drooggemaakt, het Lutkemeer werd in 1865 drooggemaakt, terwijl de Middelveldsche Akerpolder tussen 1874 en 1896 werd uitgeveend en weer drooggemaakt door de Akermolen. Deze polder werd gebruikt als tuinbouwgebied totdat in de jaren zestig een deel van tuinstad Osdorp en in de jaren negentig van de 20e eeuw De Aker werd gebouwd. In het kader van de Tuinen van West wordt in de vier eerste polders een nieuw recreatiegebied aangelegd aan de westrand van de bebouwing van Amsterdam.
Het land ten westen van de Kostverlorenvaart behoorde sinds de 16e eeuw tot het boezemgebied van Rijnland. Sinds 2003 staat het onder bestuur van het Hoogheemraadschap Amstel, Gooi en Vecht, maar watert nog steeds uit op de Ringvaart van de Haarlemmermeer, boezem van Rijnland.
Sinds 2013 doorkruist de Westrandweg het meest westelijke deel van de polder.

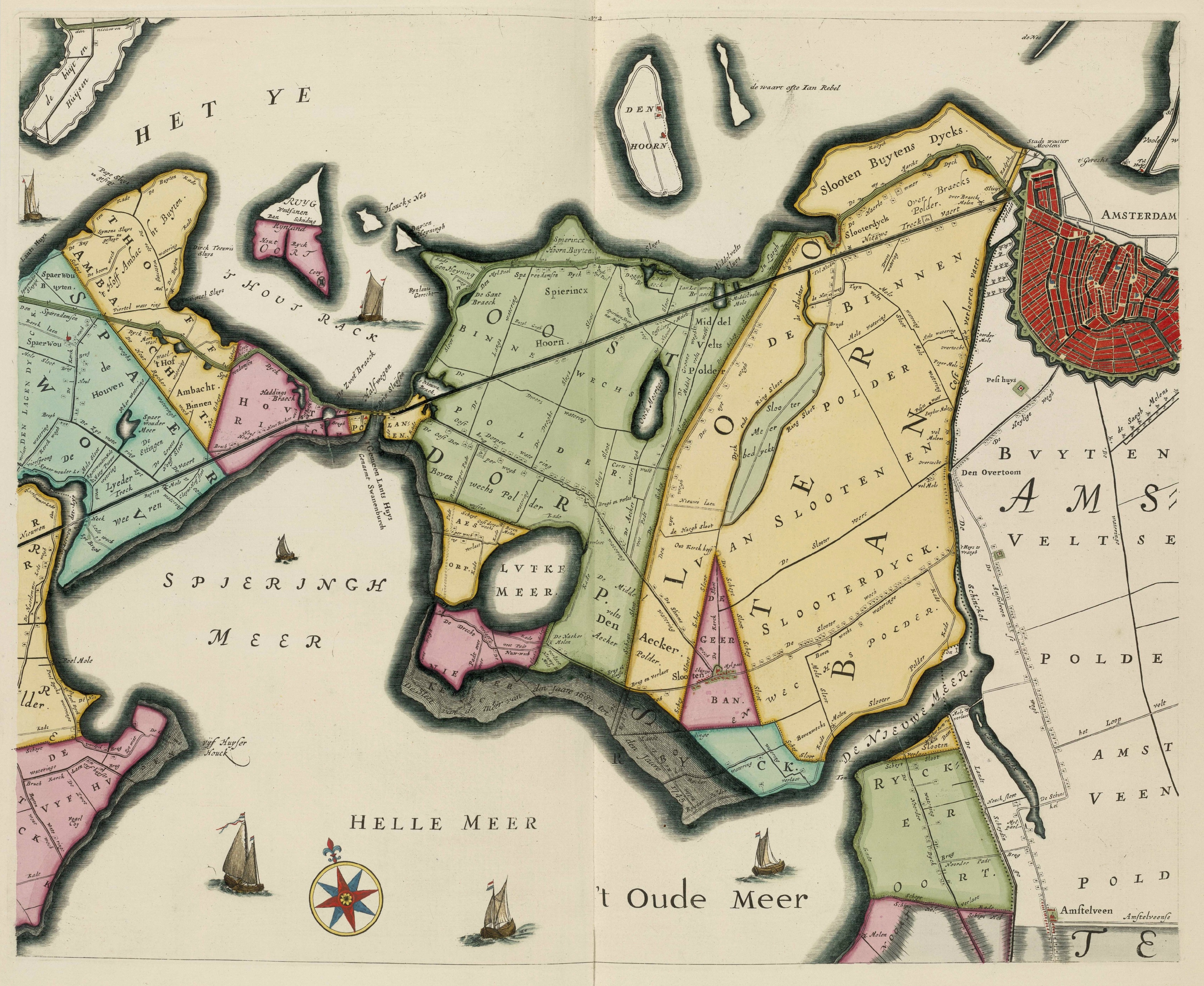
De Osdorperpolders (groen gekleurd) op een kaart van een deel van het Hoogheemraadschap van Rijnland uit 1746.
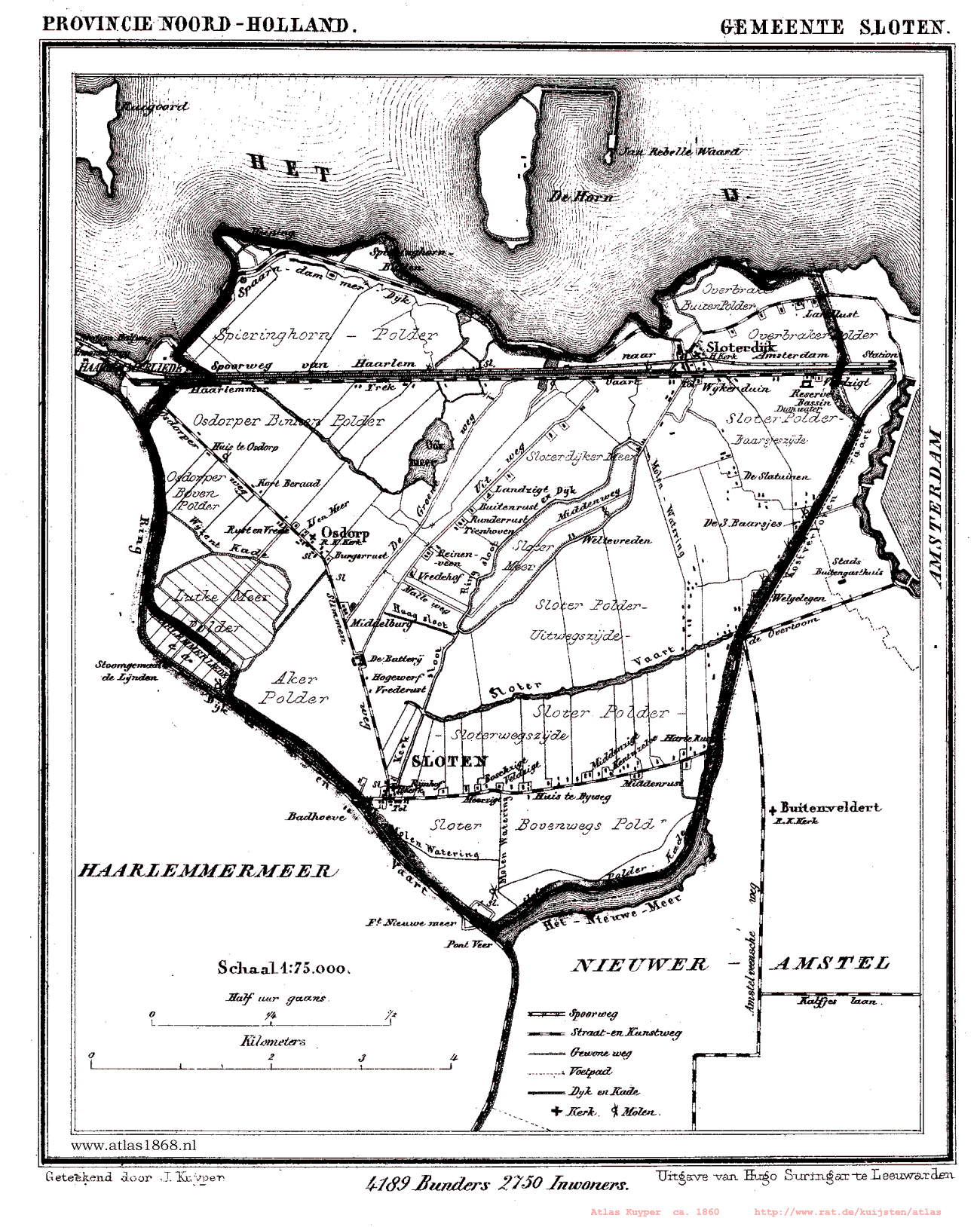
Gemeente Sloten in 1868. De Osdorperpolders zijn gelegen bij Oud Osdorp ligt links op de kaart, ten westen van de Sloterdijkermeerpolder.